# Gərənə
Gərənə è un comune dell'Azerbaigian situato nel distretto di Bərdə. Conta una popolazione di 1 718 abitanti.